# Алейников, Владимир Дмитриевич
Влади́мир Дми́триевич Але́йников (род. 28 января 1946, Молотов) — русский советский и российский поэт, прозаик, переводчик, художник, один из основателей СМОГа.

## Биография
Родился 28 января 1946 года в городе Перми. Отец, Дмитрий Григорьевич Алейников — художник-акварелист, фронтовик, от природы разносторонне одарённый, музыкант, садовод, изобретатель, знавший множество ремёсел, происходил из древнего казацкого рода. Мать — преподаватель русского языка и литературы.
В апреле 1946 года семья переехала в город Кривой Рог. Окончил среднюю школу № 25 в Кривом Роге.
Стихи и прозу начал писать в школьные годы. Занимался музыкой, живописью и графикой.
В 1962—1964 годах входил в группу молодых криворожских поэтов.
С мая 1962 года — первые публикации стихов в украинских газетах.
В 1963 году, в период хрущёвских гонений на формализм, подвергался обличению в украинской прессе.
В 1964 году поступил на отделение истории и теории искусства исторического факультета МГУ, где начал свое знакомство и дружбу с основными представителями отечественного андеграунда.
В январе 1965 года он вместе с Леонидом Губановым основал литературное содружество СМОГ и стал его лидером. Февраль-март 1965 года — выступления СМОГа в Москве.
С 1965 года — публикации стихов на Западе. Весной 1965 года Алейников был исключён из университета. В 1966 году был восстановлен в МГУ, который окончил в 1973 году.
При советской власти на родине не издавался, более четверти века стихи распространялись в самиздате. В 1971—1978 годах бездомничал, скитался по стране. Работал в археологических экспедициях, грузчиком, дворником, в школе, в многотиражной газете, редактором в издательстве. В начале 1980-х годов писал стихи для детей. Несколько лет писал внутренние рецензии в московских издательствах. В 1980-х годов был известен как переводчик поэзии народов СССР.
Публикации стихов и прозы на родине начались в период перестройки. Первые книги стихов вышли в 1987 году. В начале 1990-х годов изданы несколько больших книг стихов. Ныне Алейников — автор многих книг стихов и прозы, — воспоминаний об ушедшей эпохе и своих современниках. Стихи переведены на различные языки.
Член редколлегии журналов «Стрелец», «Крещатик». Член Союза писателей Москвы, Союза писателей XXI века и Высшего творческого совета этого Союза. Член ПЕН-клуба. С 1991 года живёт в Москве и Коктебеле.

## Творчество
«В стихах Владимира Алейникова каждая строчка — гениальная», — сказал Арсений Тарковский в 1965 году.
А поэт Александр Межиров писал:

Знаю Владимира Алейникова, его талантливую, несомненную, сильную поэзию многие годы. Способность пробуждать дремлющие глубины вещей, врождённый инстинкт лаконизма, стилистическая неуязвимость — в высокой степени присущи его стихотворениям. А творческий кругозор Алейникова не знает срывов.— 
Генрих Сапгир, знавший Алейникова со времён СМОГа, сказал о нём:

Поэзия Владимира Алейникова глубоко интимна. Это всё время ожидание чуда, которое идёт откуда-то из-за горизонта, — и как будто поэт постоянно ловит какие-то звуки и образы, только намёком дающие о себе знать.— 
«Поэзия Владимира Алейникова — это замечательная традиционная русская поэзия, — считал Эрнст Неизвестный. — Следует помнить, что в этой традиции органично существуют и вся несомненная новизна, и дивная гармония, и небывалая светлая энергия».
В предисловии к сборнику В. Алейникова «Отзвуки праздников» Александр Величанский говорит:

Владимир Алейников был центральной фигурой среди смогистов потому, что именно Алейникову более всех удалось воплотить изначальный пафос новой эстетики, больше других в ней самоопределиться. Поэзия Алейникова потому так стремится к бескрайнему звучанию, потому не ставит себе предела, что, в существе своём, заключает тайну единовременности всего сущего. Владимир Алейников, вне всякого сомнения, самый одарённый поэт своей плеяды, а может быть, изначально. один из самых одарённых поэтов своего времени.— 
В предисловии к книге В. Алейникова «Избранное» Андрей Битов так пишет о поэте:

Владимир Алейников — великий русский поэт, более сорока восьми лет неустанно пашущий на ниве отечественного слова. Слава мира запечатлена в его стихах с такой силой, что нам легче всего отказать ему в той славе, которую раздаём сами, — в мирской.— 
Там же, Евгений Рейн:

 Владимир Алейников — классик новейшей русской поэзии. Я считаю его великим человеком, великим другом и великим поэтом. Он поэт редкой группы крови. Все мы — патриоты времени. Он — патриот пространства. Выход книг Владимира Алейникова стал событием. Алейников выиграл своё сражение и чётко держит свою дистанцию в русской поэзии.
А в предисловии к «Скифским хроникам» Саша Соколов писал:

 Выглядят и читаются книги Владимира Алейникова чудесно. Действительно, манеру свою он изменил, стал писать прозрачнее, точней, но сколько во всём этом силы, ярости. Какое отменное зелье! В сих строках — ясно его различаю и радуюсь вдохновенности его. Говоря без всяких слюней и прикрас, всё его, всё наше мне по-прежнему ценно и близко. Считаю, что Владимир Алейников самый из нашей плеяды подлинный, глубокий и молодой.
Я всегда считал Владимира Алейникова лучшим русским поэтом.— 

### Публикации

#### Стихи
- Предвечерье, 1987.
- Выбор слова, 1987.
- Родина речи, 1989.
- «Путешествия памяти Рембо» (книга 1). М.: Прометей, 1990.
- «Путешествия памяти Рембо» (книга 2). М.: Весы, 1992.
- «Возвращения». М.: Всесоюзный молодёжный книжный центр, 1990.
- «Отзвуки праздников». М.: Всесоюзный молодёжный книжный центр, 1990.
- «Ночное окно в окне». М.: Лира, 1994.
- «Звезда островитян». М.: Всесоюзный молодёжный книжный центр, 1990.
- «Скифские хроники». М.: Лира, 1993.
- «Здесь и повсюду» (книга 1). Кривой Рог, 1994.
- «Здесь и повсюду» (книга 2). Кривой Рог, 1998.
- «Вызванное из боли». М.: Вест-Консалтинг. 2009. ISBN 978-5-903321-98-8.
- «Поднимись на крыльцо». М.: Русский Гулливер. 2010.
- Избранное. В двух томах. Том первый — стихи 1964—1988, том второй — стихи 1989—2011. Киев. Бизнес полиграф. 2012.
- Избранное. Стихи 1964—2011. М.: Рипол классик. 2012.
- «Быть музыке». Избранные стихи 1964—2011. М.: Время. 2012.
- «При свече и звезде». Стихи разных лет. М.: ОГИ, 2013.
- «Навстречу знакам». М.: Аграф, 2013.

#### Переводы
- Витаутас Брянцюс. «Колокол над морем». М.: Советский писатель, 1991.
- Педер Хузангай. «Вечерняя тень». М.: Современник, 1987.
- Педер Хузангай. «Времена любви». Чувашское книжное издательство, 1988.
- Валем Ахун. «Голубые дожди». Чувашское книжное издательство, 1988.
- Геннадий Юмарт. «Родное гнездо». Чувашское книжное издательство, 1987.
- Мушни Микая. «Раздумья». Алашара, 1983.
- Джамолиддин Карим-заде. «Время цветения». М.: Советский писатель, 1988.
- Джамолиддин Карим-заде. «Най». М.: Молодая гвардия, 1989.
- Тарас Федюк. «Зимний стадион». М.: Молодая гвардия, 1990.

И другие.

#### Проза
- «Тадзимас». Цикл из 8 книг. Феодосия, 2002.
- «Голос и свет». М.: Звонница-МГ, 2004.
- «Добрый пастырь». М.: Аграф, 2005.
- «Имя времени». М.: Аграф, 2005.
- «Пир». София, 2006.
- «И пр.» София, 2006.
- «Довлатов и другие». София, 2006.
- «Что и зачем». М.: Аграф, 2007.
- «СМОГ». М.: ОГИ, 2008.
- «Лишь настоящее». М.: ОГИ, 2010.
- «Неизбежность и благодать». М.: Этерна, 2012.
- Избранная проза. В двух томах. Санкт-Петербург: Алетейя. Киев: Бизнесполиграф, 2013.
- «Однажды будет вечность». Санкт-Петербург: Юолукка, 2013[9].
- «Саю ваю». Санкт-Петербург: Юолукка, 2013[10].
- «Тадзимас». М.: Рипол классик, 2013.
- «Есть и останется». США: KRiK Publishing House, 2015.
- Седая нить. (воспоминания) — М.: Рипол-классик, 2016. — ISBN 978-5-386-09315-0.

#### Собрания сочинений
- Собрание стихов в трёх томах. — СПб; Киев: Алетейя; Бизнесполиграф, 2013.
  - Том первый — из книг 1964—1973.
  - Том второй — из книг 1974—1988.
  - Том третий — из книг 1989—2013.
- Собрание сочинений в 8 томах. — М.: Рипол Классик, 2017. — ISBN 978-5-386-09751-6
  - Т. 1.: Поэзия. — [Вступит. статья С. М. Макаренкова.] — 840 с. портр. — ISBN 978-5-386-09752-3
  - Т. 2.: Поэзия. — 880 с. — ISBN 978-5-386-09751-6
  - Т. 3.: Поэзия. — 872 с. — ISBN 978-5-386-09750-9
  - Т. 4.: Проза. — 696 с. — ISBN 978-5-386-09749-3
  - Т. 5.: Проза. — 744 с. — ISBN 978-5-386-09748-6
  - Т. 6.: Проза. — 760 с. — ISBN 978-5-386-09747-9
  - Т. 7.: Проза. — 880 с. — ISBN 978-5-386-09746-2
  - Т. 8.: Проза. — 792 с. — ISBN 978-5-386-09745-5

#### Другое
Публикации стихов, прозы и переводов в журналах «Знамя», «Новый мир», «Октябрь», «НЛО», «Континент», «Огонёк», «Грани», «Молодая гвардия», «Смена», «Шо», «Дети Ра», «Крещатик», «Новый журнал», «Волга», «День и ночь», «Север», «Зинзивер», «Футурум арт», «Звезда», «Сибирские огни» и других; в альманахах «День поэзии», «Саксагань», «Литросс», «Истоки» и других; в сборниках «Другое искусство», «Дикое Поле», «Ветка былой Эллады», «Поэзия XXI века», «Самиздат века» и других; в газетах «Литературная газета», «Литературная Россия» «Независимая газета» и других.

## Награды
- Премия Андрея Белого (1980);
- Премия журнала «Молодая гвардия» (1985);
- медаль Кирилла и Мефодия (1996);
- Книга «Пир» — лонг-лист Премии Букера (2005);
- Книга «Голос и свет» — длинный список премии «Большая книга» (2006);
- медаль имени Циолковского (2006);
- Книга стихов «Вызванное из боли» — лучшая поэтическая книга 2009 года;
- Поэт 2009 года[11];
- Премия газеты «Литературные известия» (2009);
- Человек года (2010);
- Лауреат журнала «Персона ПЛЮС» за 2011 год[12];
- Международная отметина имени Давида Бурлюка (2011);
- Награждён орденом «За заслуги перед городом» (Кривой Рог, 2011)[источник не указан 3638 дней];
- Бунинская премия[13] (2012);
- Лауреат журнала «День и ночь» (2012);
- Лауреат премии еженедельника «Поэтоград» (2013).